# Хутор Коненков
Хутор Коненков — упразднённая деревня в Рославльском районе Смоленской области России. Входила в Ивановское сельское поселение.

## География
Расположена в южной части области в 39 км к северо-востоку от Рославля, в 12 км южнее автодороги А101 Москва — Варшава («Старая Польская» или «Варшавка»), на берегу реки Десна. В 12 км южнее деревни расположена железнодорожная станция Щепоть на линии Рославль — Фаянсовая.

## История
В годы Великой Отечественной войны деревня была оккупирована гитлеровскими войсками в августе 1941 года, освобождена в сентябре 1943 года.
По состоянию на 2007 год постоянного населения не имела. 
Упразднена в 2010 году Постановлением Смоленской областной Думы от 25.02.2010 № 22 «Об упразднении отдельных территориальных единиц Смоленской области».